# Dławik

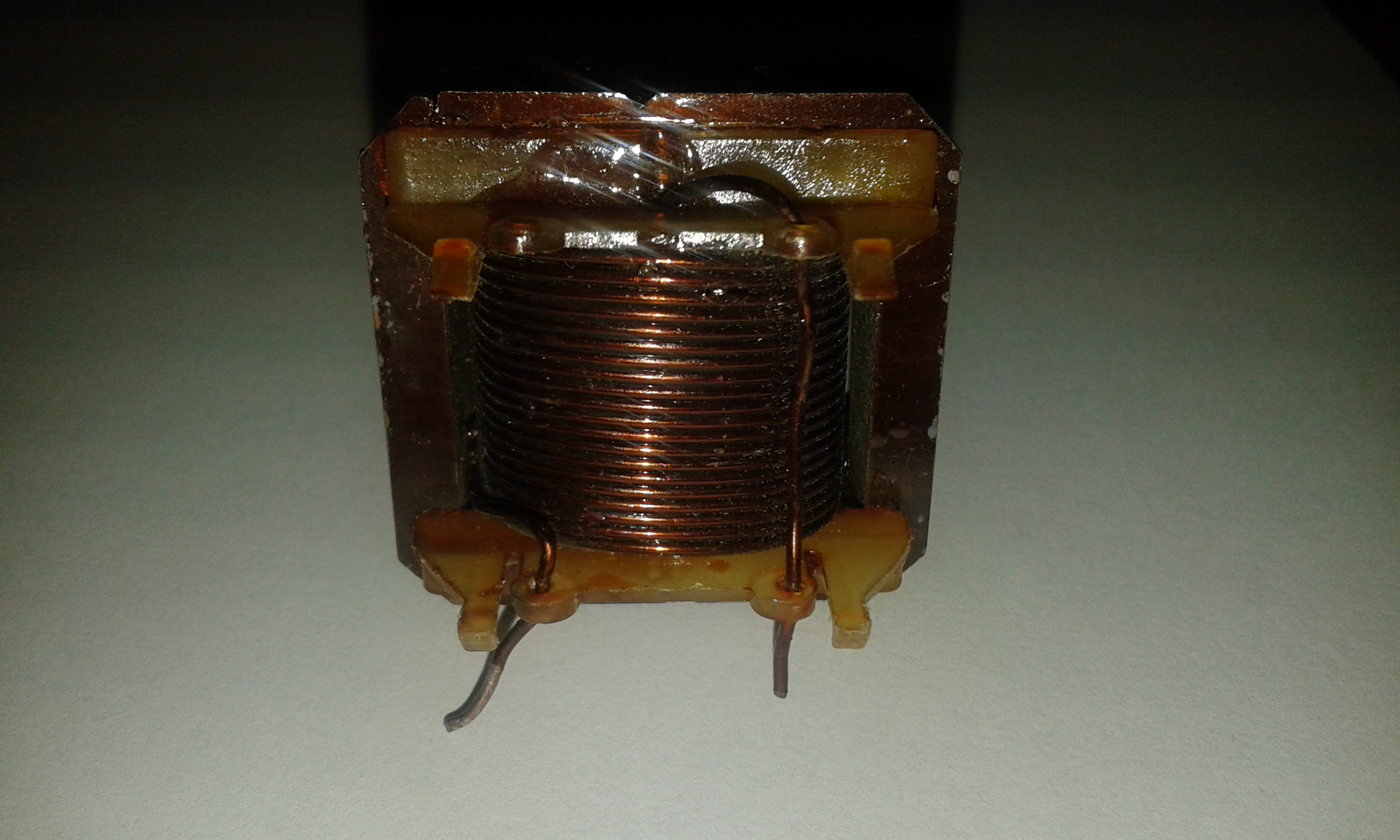
Dławik

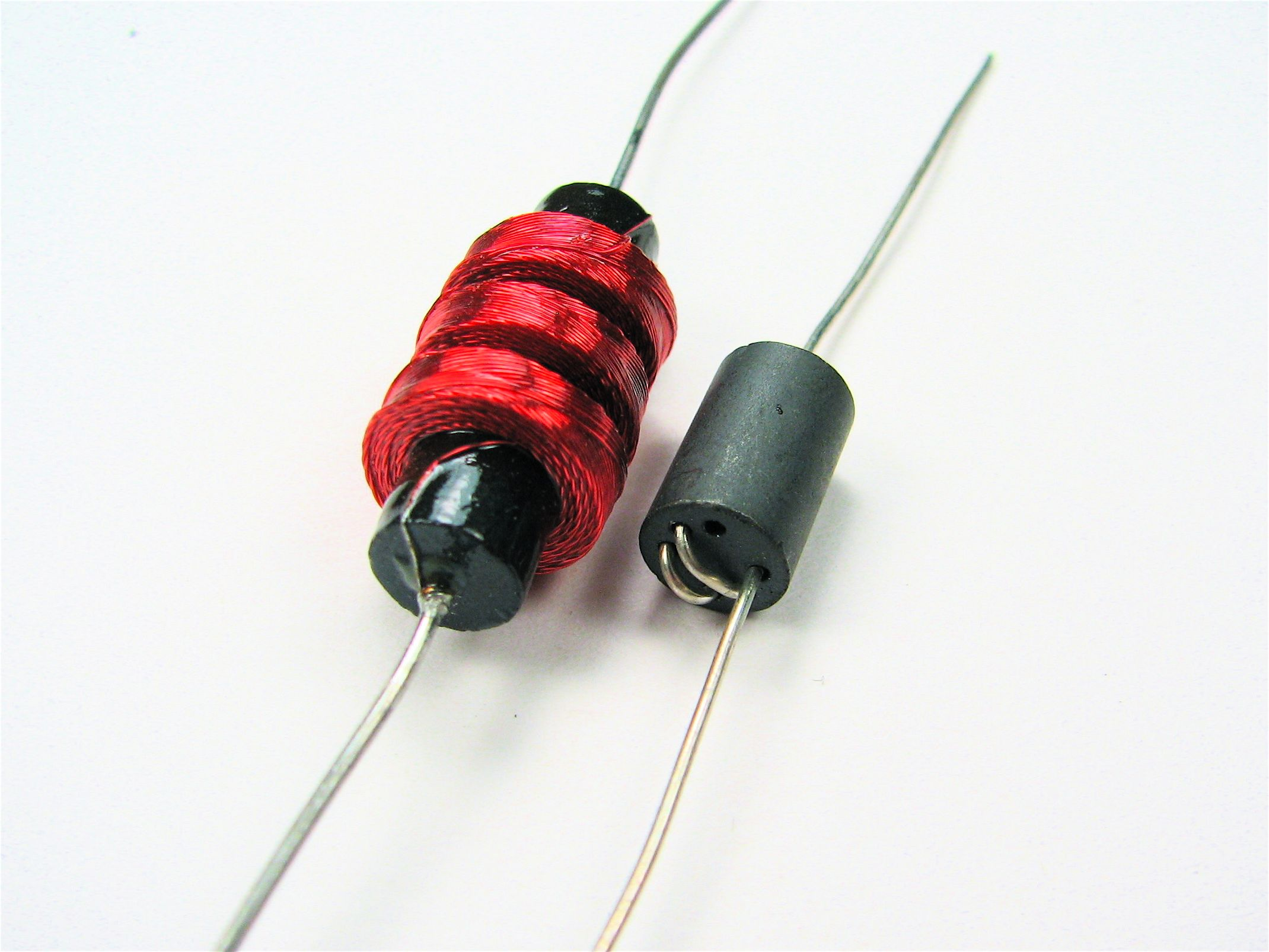
Przykładowe dławiki z rdzeniami ferrytowymi

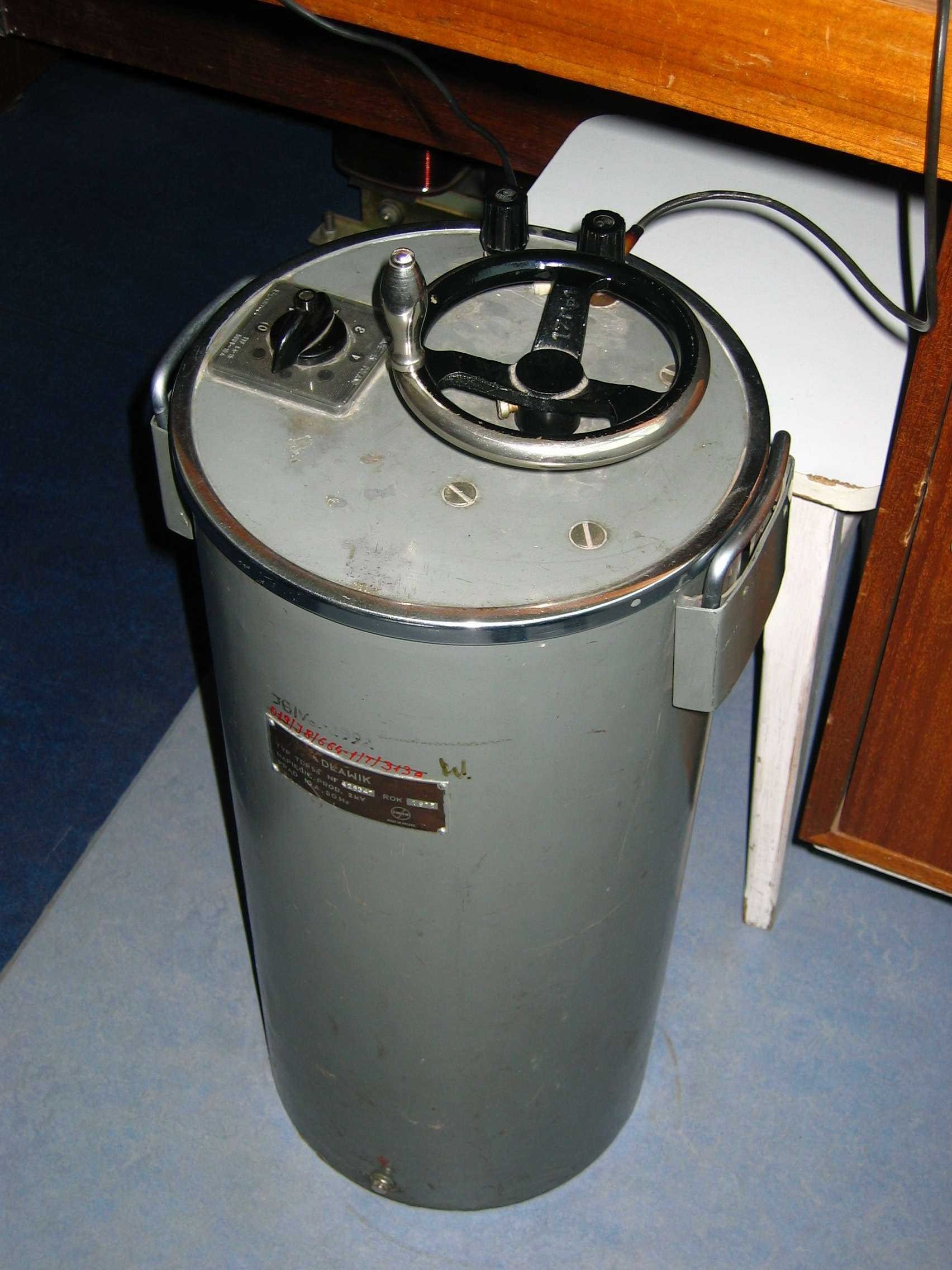
Dławik z ruchomym rdzeniem służący do regulacji prądu płynącego w obwodzie

Dławik – cewka indukcyjna zapobiegająca nagłym zmianom natężenia prądu elektrycznego lub służąca do ograniczenia prądu przemiennego bez strat mocy, jakie występowałyby gdyby elementem ograniczającym była rezystancja. Dławiki zwykle zawierają rdzenie ferromagnetyczne, choć mogą być też cewkami bez rdzenia (powietrznymi).
Idealny dławik nie pobiera mocy czynnej; w rzeczywistości straty mocy na dławiku wiążą się z niezerową rezystancją uzwojeń, emisją promieniowania oraz z prądami wirowymi i innymi źródłami strat w rdzeniu. W elektronice określenie dławik stosowane jest z reguły do cewek o dużej reaktancji dla wymaganego zakresu częstotliwości, może też być synonimem dowolnej cewki indukcyjnej. Zwykle dławik współpracuje z kondensatorami tworząc filtry dolnoprzepustowe.

## Zastosowanie
Stosowany między innymi w:
- obwodach wejściowych układów elektronicznych zasilanych z sieci elektroenergetycznej – jako element filtrów przeciwzakłóceniowych LC,
- w układach zasilających i przetwornicach napięcia jako element magazynujący energię – zachowujący stały przepływ prądu przy przełączaniu pomiędzy obwodem zasilającym a zasilanym,
- w układach zasilania świetlówek i innych lamp wyładowczych – jako statecznik.

Dławiki indukcyjne znajdują szereg zastosowań w elektrycznych układach napędowych gdzie najczęściej pracują w zespole z falownikiem. Dławiki sieciowe (komutacyjne), instalowane w obwodzie elektrycznym przed falownikiem ograniczają propagację zakłóceń i przepięć komutacyjnych w sieci. Napięcie na wyjściu falownika to ciąg prostokątnych impulsów o regulowanej szerokości. Szybkość narastania napięcia w takim przebiegu jest bardzo duża i stwarza zagrożenie dla izolacji kabli i zasilanych maszyn. Ograniczenie szybkości narastania napięcia oraz kompensacja pojemności kabla to podstawowe zadania dławików silnikowych pracujących na wyjściu falownika.